# الفضاء الداخلي (فلم)
الفضاء الداخلي هو فيلم خيال علمي كوميدي صدر في عام 1987 من إخراج جو دانتي وانتاج مايكل فينيل. اشترك فيه ستيفن سبيلبرغ كمنتج تنفيذي. وقد استوحيت فكرة الفيلم من فيلم الخيال العلمي رحلة رائعة لسنة 1966. ويمثل فيه النجوم دينيس كويد، مارتن شورت وميغ رايان، مع روبرت بيكاردو وكيفن مكارثي، وقام بوضع الألحان جيري غولدسميث. ربح الفيلم 25,893,810 دولار من إجمالي الإيرادات المحلية وحصل على جائزة أوسكار، وهو الفيلم الوحيد من إخراج دانتي الذي حقق ذلك.

## روابط خارجية
- مقالات تستعمل روابط فنية بلا صلة مع ويكي بيانات